# Pila (Chéquia)
Pila é uma comuna checa localizada na região de Karlovy Vary, distrito de Karlovy Vary‎.